# Alain Vanier
 (janvier 2019).
Pour les personnes ayant le même patronyme, voir Vanier.
Pour l’article ayant un titre homophone, voir Alain Vannier.
Ne pas confondre avec le personnage joué par Michel Subor dans La Bride sur le cou
Alain Vanier (né le 20 juin 1948, Boulogne-Billancourt) est un psychanalyste, psychiatre et universitaire français. Il est professeur émérite à l'Université Paris Diderot.

## Biographie
Après une licence de lettres, il enseigne deux ans en collège.
Il commence une analyse en 1970 et se forme à l'École freudienne de Paris. Il entre comme stagiaire pendant ses études de psychologie à l'École expérimentale de Bonneuil-sur-Marne pour enfants autistes, psychotiques ou affectés de névroses graves fondée en 1969 par Rose-Marie et Yves Guérin et les psychanalystes d'orientation lacanienne Maud Mannoni et Robert Lefort, puis en est ensuite psychanalyste vacataire, après que l'École ait été agréée comme hôpital de jour en 1975.
Il fait ensuite des études de médecine et soutient son doctorat en 1986 (Interne puis Psychiatre des Hôpitaux).
Il obtient un doctorat en psychopathologie fondamentale et psychanalyse, puis une Habilitation à Diriger des Recherches (HDR). Il est nommé maître de conférences en 1996, puis professeur de psychopathologie et psychanalyse à l'université Paris Diderot-Paris 7 en 2001, où il participe avec Pierre Fedida, à la fondation par Danièle Brun du Centre de Recherches, Psychanalyse et Médecine, qui devient ultérieurement le Centre de Recherches Psychanalyse, Médecine et Société (CRPMS) qu'il dirige de 2005 à 2016. Il donne également des cours à l'École nationale supérieure des beaux-arts de Paris.
Il est président d'Espace analytique en 2018.
Il est marié à la psychanalyste, Catherine Mathelin-Vanier.

## Publications
Il est l'auteur de plus de 250 articles, et de : 
- Une introduction à la psychanalyse (1996, Nathan, réed. 2010 Armand Colin) ;
- Lexique de Psychanalyse (1998, Armand Colin, réed. 2003) ;
- Lacan (1998, Les Belles Lettres ; 2015 : 5e tirage revu et augmenté), tous traduits en plusieurs langues[4].